# Strada statale 47 racc di Altichiero
La ex strada statale 47 racc di Altichiero (SS 47 racc), ora strada regionale 47 di Altichiero (SR 47), è una strada regionale italiana e costituisce la tangenziale Ovest di Padova. È nota anche come corso Boston e corso Australia nella toponomastica cittadina.
Inizia al termine della diramazione urbana dell'autostrada A13, compie un'ampia curva verso nord (nota ai padovani come curva Boston), rasenta i quartieri occidentali della città e si innesta nel percorso della SP 47 poco a nord del centro abitato, in prossimità del casello di Padova Ovest sulla A4. Si presenta come una strada a quattro corsie, con i sensi di marcia separati da spartitraffico, senza incroci a raso.
È una strada extraurbana secondaria, e il limite massimo di velocità è di 90 km/h.
In seguito al decreto legislativo n. 112 del 1998, dal 2001, la gestione è passata dall'ANAS alla Regione Veneto, che ha ulteriormente devoluto le competenze alla Provincia di Padova. La gestione è comunque dell'ente concessionario Veneto Strade che ne cura la manutenzione.